# En adelsmands rede
En adelsmands rede (russisk: Дворянское гнездо, translit.: Dvorjanskoje gnezdo) er en russisk stumfilm fra 1914 instrueret af Vladimir Gardin.
Filmen er baseret på Ivan Turgenevs klassiske roman af samme navn.
Filmen er i og ved en gammel villa nær Moskva i sommeren 1914. På grund af krigsudbruddet blev filmpremieren udskudt til begyndelsen af 1915.

## Handling
Efter at have brudt forholdet til sin hustru vender Fjodor Lavretskij tilbage til den gamle ejendom, hvor han boede som barn. Der møder han sine naboer og forelsker sig i Lisa Kalitina. Han læser i avisen, at hustruen er død, og han beslutter sig for at fortælle Lisa om sine følelser for hende. Efter en kærlighedserklæring vender Lavretskij hjem og møder sin kone, der uventet ankom, da hun alligevel ikke var død. Det er uacceptabelt for Lisa, der elsker Lavretskij. Hun vil ikke ødelægge et ægteskab, og hun beslutter sig for at gå ind i kloster.

## Medvirkende
- Olga Preobrazjenskaja som Liza
- Mikhail Tamarov som Lavretskij
- Jelizaveta Uvarova som Varvara
- Ljudmila Sytjova som Marfa Timofejevna
- Vladimir Sjaternikov som Lemm